# Maltese Premier League (2025/2026)
Ten artykuł dotyczy trwającego lub niedawnego wydarzenia sportowego. Informacje w nim zamieszczone mogą się zmienić lub zdezaktualizować wraz z postępem zdarzenia. Początkowe doniesienia, wyniki lub statystyki mogą być niepewne. Ostatnie aktualizacje do tego artykułu mogą nie odzwierciedlać najbardziej aktualnych informacji.
Premier League Malti 2025/2026 (ze względów sponsorskich zwana jako YoHealth Premier League) – 111. edycja najwyższej klasy rozgrywkowej piłki nożnej na Malcie.
Bierze w niej udział 12 drużyn, które w okresie od 16 sierpnia 2025 do maja 2026 rozegrają w czterech fazach 32 kolejki meczów.
Tytuł mistrzowski broni drużyna Ħamrun Spartans.

## Drużyny
| Uczestnicy poprzedniej edycji | Uczestnicy poprzedniej edycji | Uczestnicy poprzedniej edycji | Uczestnicy poprzedniej edycji |
| --- | ----------------------------- | ----------------------------- | ----------------------------- |
| ĦAM | Ħamrun Spartans               | Ħamrun                        | 1                             |
| BIR | Birkirkara FC                 | Birkirkara                    | 2                             |
| FLO | Floriana FC                   | Floriana                      | 3                             |
| SLI | Sliema Wanderers              | Sliema                        | 4                             |
| HIB | Hibernians                    | Paola                         | 5                             |
| MRS | Marsaxlokk FC                 | Marsaxlokk                    | 6                             |
| GŻI | Gżira United FC               | Gżira                         | 7                             |
| MOS | Mosta                         | Mosta                         | 8                             |
| ZAB | Żabbar St. Patrick FC         | Żabbar                        | 9                             |
| po barażach |                               |                               |                               |
| NAX | Naxxar Lions FC               | Naxxar                        | 10                            |
| Awans z Maltese Challenge League |                               |                               |                               |
| VAL | Valletta FC                   | Valletta                      | 1                             |
| TAR | Tarxien Rainbows              | Tarxien                       | 2                             |
| Oznaczenia: - kolumna pierwsza – skróty nazw drużyn, - kolumna trzecia – siedziba klubu, - kolumna czwarta – miejsce zajęte w poprzednim sezonie. |                               |                               |                               |

## Format rozgrywek
W nowym formacie ligowym, który zacznie obowiązywać od sezonu 2024/25, maltańska Premier League będzie składać się z 12 drużyn i podzielona na rundę otwarcia i rundę zamknięcia w sposób podobny do krajowych systemów piłkarskich stosowanych w Ameryce Południowej.
W rundzie otwarcia każda z 12 drużyn zagra z każdą jeden raz, po czym liga zostanie podzielona na 6 najlepszych i 6 najgorszych, co umożliwi drużynom z każdego podziału zagranie ze sobą jeszcze raz. Po ustaleniu rankingu każda drużyna w rundzie zamykającej zacznie od zera, podczas której ten sam proces zostanie powtórzony.
W celu ustalenia mistrza, zespołów grających w pucharach i spadkowiczów zostanie rozegrana dodatkowa faza pucharowa.

## Runda otwarcia

### Pierwsza faza
| Lp. | Drużyna            | M | Z | R | P | B+ | B– | +/– | Pkt | Kwalifikacja   |  | HIB | FLO | MAR | SLI | ĦAM | TAR | BIR | VAL | ZAB | GŻI | MOS | NXR |
| --- | ------------------ | - | - | - | - | -- | -- | --- | --- | -------------- |  | --- | --- | --- | --- | --- | --- | --- | --- | --- | --- | --- | --- |
| 1   | Hibernians         | 1 | 1 | 0 | 0 | 5  | 3  | +2  | 3   | grupa top 6    |  |     |     |     |     |     |     |     |     |     | 5–3 |     |     |
| 2   | Floriana           | 1 | 1 | 0 | 0 | 3  | 1  | +2  | 3   | grupa top 6    |  |     |     |     |     |     |     |     |     |     |     |     |     |
| 3   | Marsaxlokk         | 1 | 1 | 0 | 0 | 3  | 1  | +2  | 3   | grupa top 6    |  |     |     |     |     |     |     |     |     |     |     | 3–1 |     |
| 4   | Sliema Wanderers   | 1 | 1 | 0 | 0 | 2  | 1  | +1  | 3   | grupa top 6    |  |     |     |     |     |     |     |     |     |     |     |     |     |
| 5   | Ħamrun Spartans    | 1 | 0 | 1 | 0 | 1  | 1  | 0   | 1   | grupa top 6    |  |     |     |     |     |     |     |     |     |     |     |     |     |
| 6   | Tarxien Rainbows   | 1 | 0 | 1 | 0 | 1  | 1  | 0   | 1   | grupa top 6    |  |     |     |     |     | 1–1 |     |     |     |     |     |     |     |
| 7   | Birkirkara         | 1 | 0 | 1 | 0 | 0  | 0  | 0   | 1   | grupa bottom 6 |  |     |     |     |     |     |     |     |     |     |     |     |     |
| 8   | Valletta           | 1 | 0 | 1 | 0 | 0  | 0  | 0   | 1   | grupa bottom 6 |  |     |     |     |     |     |     | 0–0 |     |     |     |     |     |
| 9   | Żabbar St. Patrick | 1 | 0 | 0 | 1 | 1  | 2  | −1  | 0   | grupa bottom 6 |  |     |     |     | 1–2 |     |     |     |     |     |     |     |     |
| 10  | Gżira United       | 1 | 0 | 0 | 1 | 3  | 5  | −2  | 0   | grupa bottom 6 |  |     |     |     |     |     |     |     |     |     |     |     |     |
| 11  | Mosta              | 1 | 0 | 0 | 1 | 1  | 3  | −2  | 0   | grupa bottom 6 |  |     |     |     |     |     |     |     |     |     |     |     |     |
| 12  | Naxxar Lions       | 1 | 0 | 0 | 1 | 1  | 3  | −2  | 0   | grupa bottom 6 |  |     | 1–3 |     |     |     |     |     |     |     |     |     |     |

## Najlepsi strzelcy
| Bramki | Strzelcy | Drużyna |
| ------ | -------- | ------- |
| Gol    |          |         |

Źródło: .

## Stadiony
| Ta’ QaliCentenaryTony BezzinaVictor · TedescoGozo Stadium | Ta’ Qali         | Ta’ Qali          | Paola                | Ħamrun                 | Xewkija      |
| Ta’ QaliCentenaryTony BezzinaVictor · TedescoGozo Stadium | Ta’ Qali Stadium | Centenary Stadium | Tony Bezzina Stadium | Victor Tedesco Stadium | Gozo Stadium |
| Ta’ QaliCentenaryTony BezzinaVictor · TedescoGozo Stadium |                  |                   |                      |                        |              |

Źródło: .